# Carl Ludvig Bendz
Carl Ludvig Bendz (født 4. januar 1797 i Odense, død 7. oktober 1843) var en dansk officer og matematiker, bror til Jacob Christian, Wilhelm Ferdinand og Henrik Carl Bang Bendz. 
Fra 1813 var han artilleriofficer og beskæftigede sig særlig med brovæsenet, som han havde studeret i udlandet. Han medvirkede 1830 ved organisationen af den militære Højskole med École polytechnique som forbillede, hvilket institut han havde været sendt til Paris for at studere, og blev højskolens første lærer i matematik og mekanik. Skønt meget matematisk begavet følte han ikke kald til original produktion; hans Ledetraad ved Undervisningen i den matematiske Analyse og rationelle Mekanik (trykt som manuskript 1838) er dog præget af ikke ringe selvstændighed. I 1829 blev han Ridder af Dannebrog, og i 1834 blev han medlem af Videnskabernes Selskab. Han er begravet på Garnisons Kirkegård.